# Parafia Trójcy Świętej w Berezie
Parafia  Trójcy Świętej w Berezie – rzymskokatolicka parafia w Berezie Kartuskiej należący do diecezji pińskiej na Białorusi.

## Historia parafii
Pallotyni objęli opieką duszpasterską parafię, kiedy przybyli do klasztoru w Berezie Kartuskiej w 1937 r. W 1939 roku pracowało tutaj ośmiu członków SAC, w tym 3 księży i 5 braci, zajmujących się pracą duszpasterską, remontem klasztoru oraz prowadzeniem gospodarstwa, uprawą ziemi. W remoncie klasztoru brało też udział kilkudziesięciu więźniów politycznych z pobliskiego więzienia. 21 grudnia 1938 r. odbyło się uroczyste oddanie klasztoru i kaplicy do użytku. Duszpasterzowanie pallotynów na terenie Berezy oficjalnie zakończyło się wraz z wybuchem wojny w 1939 roku (klasztor zajęło wojsko), jednak jeszcze przez kilka lat po zakończeniu wojny na terenie miasteczka było prowadzone duszpasterstwo. W 1964 roku w Berezie zburzono kościół, a w jego miejscu postawiono dom handlowy. Przez prawie trzydzieści lat w mieście nie było kościoła ani duszpasterza.
Pallotyni przybyli do Berezy po raz drugi jesienią 1991 r., siostry pallotynki w 1995 r. Kościół parafialny już nie istniał (rozebrano go jeszcze przed 1968 r.), a pokartuski klasztor okazał się zupełnie zrujnowany. Na początku lat dziewięćdziesiątych z powodu braku kościoła Mszę Świętą odprawiano w wynajmowanej sali teatralnej. Nowy kościół wybudowano na skraju miasta, min. dzięki staraniom proboszcza, ks. Andrzeja Marca SAC.

## Działalność duszpasterska
Ludność parafii to w przeważającej części prawosławni. Katolicy to najczęściej osoby pochodzenia polskiego. Co roku z parafii organizowana jest pielgrzymka do Łagiszyna, gdzie znajduje się cudowny obraz Matki Bożej Królowej Polesia. W czasie kilku dni pątnicy pokonują trasę 120 km.

## Kościoły filialne
- Siechniewicze – kościół z 1935 r., około 200-300 katolików
- Sielec – kościół z 1912 r., około 40-50 katolików
- Biełoziersk – kościół z 2014 r. Około 70 katolików (miasto liczy 12 tys.)

## Duszpasterze
- 1991 r. – 1993 r. ks. Włodzimierz Mozolewski, SAC
- 1991 r. – 2005 r. ks. Andrzej Marzec, SAC (od 1993 proboszcz, od 2005 pracuje w parafii Kalinkowicze we wsch. Białorusi)
- 2002 r. – 2002 r. ks. Włodzimierz Mozolewski, SAC
- 2002 r. – 2008 r. ks. Piotr Kubicki, SAC
- 2004 r. – obecnie ks. Włodzimierz Buklarewicz, SAC
- 2008 r. - obecnie ks. Stanisław Waszkiewicz, SAC - proboszcz